# L'Ange de feu (roman)
Pour les articles homonymes, voir L'Ange de feu (homonymie).
L'Ange de feu (en russe : Огненный ангел) est le premier roman de l'écrivain symboliste russe Valeri Brioussov. Il est publié en 1907, dans la revue Vesy à Saint-Pétersbourg. Il est basé sur l'histoire extraordinaire et transfigurée de la relation de Brioussov avec Nina Petrovskaïa et Andreï Biély. Le roman a servi de base, plus tard, à l'intrigue de l'opéra L'Ange de feu du compositeur Sergueï Prokofiev (1919-1927).

## Histoire
L'action se déroule en Rhénanie, au XVIe siècle, à l'époque de transition de la civilisation européenne du Moyen Âge à la Renaissance. 
En revenant de la colonie allemande de Klein-Venedig, située en Amérique du Sud, pour se rendre à Cologne, le lansquenet Rupprecht fait la rencontre de la belle Renata, qui est possédée par un esprit maléfique. Elle lui raconte avoir vécu précédemment dans le château d'un comte aux cheveux blonds dénommé Heinrich von Otterheim. Elle l'a pris pour l'incarnation de l'Ange de feu, qui lui est apparu dans son enfance sous le nom de Madiel. Elle le recherche depuis qu'il l'a quittée, mais en vain.
Renata entraîne Rupprecht, devenu amoureux d'elle, d'abord à la recherche de Heinrich, puis dans l'étude de traités de démonologie et de débats philosophiques. Rupprecht fait la connaissance du docteur Faust, soumis par un pacte à Méphistophélès, des occultistes ésotéristes Cornelius Agrippa et Jean Wier. Rupprecht est entraîné dans un sabbat après un vol de nuit en chevauchant un bouc. Finalement la démoniaque Renata entraîne Rupprecht à assassiner le comte Heinrich. Mais la veille du duel que Rupprecht a réussi à organiser, elle se dédit et exige que Rupprecht sauve la vie du comte. Le duel a lieu et c'est Rupprecht qui est gravement blessé. Pendant sa longue convalescence, Renata le soigne avec compassion, les deux êtres se rapprochent et Renata lui avoue son amour. Après une période heureuse pour Renata, un ange de feu lui apparaît à nouveau, qui lui montre l'image d'une vie dépravée et l'invite à se placer sur la voie du juste. Renata se décide alors à quitter Rupprecht.
Le temps passe et Rupprecht, au sein de la suite des représentants du diocèse de Trèves, se rend au monastère Sainte-Ulf ou une hérésie s'est répandue. La source de la discorde est une moniale du nom de Marie, tantôt possédée par le démon, tantôt sainte femme. Sous la pression de l'inquisition, la malheureuse avoue sa cohabitation avec le diable ainsi que d'autres péchés abominables. Rupprecht reconnaît Renata dans la moniale et lui propose de s'enfuir du monastère. Elle refuse cette proposition puis meurt dans la bras du chevalier avec la certitude que l'Ange du péché lui a pardonné ses péchés.

## Publication
La première édition de l'Ange de feu a été conçue comme un canular. Dans l'avant-propos contenant une analyse du contexte historique, Brioussov est présenté comme l'éditeur et le traducteur de l'allemand vers le russe d'un manuscrit original du XVIe siècle. Le texte de ce document historique imaginaire étant accompagné de nombreuses notes.
En 1908, la maison russe édition Scorpion (en) spécialisée dans les ouvrages du symbolisme russe et dont Brioussov est l'un des fondateurs, édite l'Ange de feu en deux volumes sous le nom de Brioussov lui-même. En 1910, ce roman est traduit en allemand, en 1913 en tchèque, en 1922 en espagnol, en 1929 en bulgare et en 1930 en anglais. 
André Bely, qui a servi de prototype au comte Heinrich, a salué l'érudition de l'auteur Valeri Brioussov et son « désir de recréer la vie quotidienne de la vieille ville de Cologne », en la peignant « à la lueur dorée du romantisme ». Plus tard, le poète Bely a aussi ironisé sur l'idée de créer un roman à clef au moyen de matériaux modernes :

« Introduisant le vieux Cologne dans la vie quotidienne des lecteurs de Moscou, Brioussov abandonne parfois la frontière entre la vie réelle et celle de l'imaginaire ; ainsi, les Moscovites ont commencé à vivre dans cette représentation comme des contemporains du mage Henri-Corneille Agrippa de Nettesheim, d'Érasme et du docteur Faust ; dans une région située entre Cologne et Bâle - entre l'Arbat et la rue Zamienka. »

## Genre du roman
L'Ange de feu est le premier roman historique de Valeri Brioussov. Il a été suivi de L'Autel de la victoire en 1913, reconstitution de la vie de Rome au IVe siècle. La critique littéraire a souligné la complexité de la nature de l'Ange de feu,. Certains critiques considèrent que c'est pratiquement un roman réaliste, d'autres le replacent dans le courant du symbolisme russe, d'autres encore remarquent son respect de la tradition du roman gothique, au même titre que Les Élixirs du Diable du romancier allemand Ernst Theodor Amadeus Hoffmann,.
Dans cet ouvrage se retrouvent les motifs du décadentisme, du démonisme, du diabolisme. Lors de ses pérégrinations, le héros du roman « étudie avec une passion frénétique les superstitions médiévales », qui étaient en réalité profondément étrangères à la nature cérébrale de Brioussov », qui disait : « Pour Dieu, disons qu'il y a quarante pour cent de gens pour ; contre lui, également quarante pour cent ; il en reste vingt, décisifs, qui sont pour le scepticisme (philosophie) ».